# Róbert Kočiš
Róbert Kočiš (* 27. Dezember 1973 in Trebišov) ist ein ehemaliger slowakischer Fußballspieler und heutiger -trainer.

## Karriere
Kočiš wechselte 1996 aus seiner Heimat in die Bundesliga zu Fortuna Düsseldorf. Bei der Fortuna war Kočiš Ergänzungsspieler, bei seinem ersten Einsatz, im Oberhaus des deutschen Fußballs erzielte er seinen einzigen Treffer. Da er sich nicht durchsetzen konnte, wurde er zum FK Austria Wien verliehen, wo er nicht ganz ein halbes Jahr blieb. Anschließend spielte er ein weiteres halbes Jahr für Fortuna, wurde in der Rückrunde aber erneut verliehen, diesmal zum FC Carl Zeiss Jena. Danach versuchte er sein Glück in Zypern bei Omonia Nikosia, APOEL Nikosia, wo er in der Saison 1998/1999 12 Tore schoss, und Anagennisi Derynia. Ab 2000 spielte er wieder in seiner Heimat beim 1. FC Tatran Prešov und auf Leihbasis bei FK Mesto Prievidza und ŠK Vegum Dolné Vestenice, zudem er im Sommer 2003 fix wechselte. Anschließend ließ er seine Karriere auf Amateurbasis in Österreich beim SV Bad Ischl und ASKÖ Gosau und in seiner Heimat bei TJ Slovan Nitrianske Sučany ausklingen. Bei TJ Slovan Nitrianske Sučany, wo er heute als Fußballtrainer agiert, ist er seit 2011 noch immer als Spieler gemeldet. Aktuell (Stand: Februar 2018) ist er Inhaber einer UEFA-B-Lizenz.